# حمحمية ميروتيس
ميريتيس هو جنس أحادي النمط من النباتات المزهرة التي تنتمي إلى عائلة الحمحمية. يحتوي فقط على نوع واحد معروف، مايريتيس ميكروسبيرما (بويس) جونست.
موطنها جزر الكناري والمغرب.
تم تكريم اسم جنس ميريتيس على اسم رينيه مير (1878-1949)، عالم النبات وعالم الفطريات الفرنسي. تعني الصفة اللاتينية الخاصة بميكروسبيرما «ميكرو» التي تعني صغير و «سبيرما» الكلمة اليونانية للبذور. تم وصف ونشر كل من الجنس والأنواع لأول مرة في جيه أرنولد أربور المجلد 34 في الصفحة 4 عام 1953.